# Thược dược Balkan
Thược dược Balkan (danh pháp hai phần: Paeonia mascula) là một loài thực vật trong họ Paeoniaceae. Loài này là cây thân thảo lâu năm cao 0,5-1,5 m, thược dược Balkan mọc hoang dã có lá được chia thành ba phân đoạn và hoa lớn màu đỏ vào cuối mùa xuân và đầu mùa hè. Là cây bản địa từ Trung Quốc, Italy, Morocco, Tây Ban Nha, Hy Lạp, Thổ Nhĩ Kỳ, Liban và Israel, thược dược Balkan đã được du nhập vào hai hòn đảo nhỏ ở Anh.